# ساتراپ‌های باختری
ساتراپ‌های باختری (۳۵–۴۰۵) نام دولتی به فرمانروایی سکاهای ایرانی‌تبار در بخشی از غرب شبه قاره هند بود.
کشور آن‌ها، یا بخشی از آن، آریاکا نام داشت.
آن‌ها نوادگان هندو-سکاها بودند و فرمانروایی آن‌ها هم‌زمان با شاهنشاهی کوشان بود که بر بخش شمالی شبه قاره هند چیره بود. طی ۳۵۰ سال، تعداد ۲۷ حاکم مستقل ساتراپ باختری فرمانروایی کردند.
دین زرتشت و زبان سکایی (از زبان‌های ایرانی شرقی) از جمله دین‌ها و زبان‌های چیره در منطقه ساتراپ‌های باختری بود.